# Макджи
Джо́зеф Макги́нти Ни́кол (англ. Joseph McGinty Nichol; род. 9 августа 1968), более известный как Макджи (англ. McG) — американский кинорежиссёр и кинопродюсер, а также музыкальный продюсер. Свою карьеру начал с музыкальной индустрии, снимая клипы и продюсируя музыкальные альбомы. Затем перешёл в кинематограф, и вскоре прославился своим первым фильмом, «Ангелы Чарли» (2000), ставшим самым кассовым дебютом по результатам первого уикенда в то время. Затем он снял ещё несколько фильмов, включая Терминатор: Да придёт спаситель (2009), а также спродюсировал несколько телесериалов, таких как Одинокие сердца и Сверхъестественное.
МакДжи также владеет собственной продюсерской компанией Wonderland Sound and Vision, основанной в 2001 году, и осуществляющей контроль над производством фильмов и телесериалов, над которыми он работает, начиная с Ангелы Чарли 2 (2003).

## Биография
Джозеф Макгинти Никол родился 9 августа 1968 года в городке Каламазу, штат Мичиган. После рождения Джозефа его родители переехали в Калифорнию в Ньюпорт Бич.
Обучался в отделении Калифорнийского университета в городе Ирвайн, где получил степень бакалавра психологии.
Со временем приступил к производству роликов, выпустив для Sugar Ray видео на песню «Fly», «Every Morning», для Fastball — «The Way», для группы Smash Mouth клип «Walkin' On the Sun» и «All Star», а для группы The Offspring клип «Pretty Fly (for a White Guy)».
МакДжи владеет собственной продюсерской компанией Wonderland Sound and Vision, основанной в 2001 году и осуществляющей контроль над производством фильмов и телесериалов, над которыми он работает, начиная с Ангелы Чарли 2 (2003).
После ряда работ МакДжи предложили снять продолжение фантастической ленты «Терминатор». Лента вышла на экраны в мае 2009 года под названием «Терминатор: Да придёт спаситель».

## Фильмография
| Кино        | Кино                                                 | Кино          | Кино          | Кино          | Кино                                                 |
| Год         | Название                                             | Участвует как | Участвует как | Участвует как | Примечание                                           |
| Год         | Название                                             | Режиссёр      | Продюсер      | Сценарист     | Примечание                                           |
| ----------- | ---------------------------------------------------- | ------------- | ------------- | ------------- | ---------------------------------------------------- |
| 2000        | Ангелы Чарли                                         | Да            | Нет           | Нет           |                                                      |
| 2003        | Ангелы Чарли: Только вперёд                          | Да            | Нет           | Нет           |                                                      |
| 2006        | Остаться в живых                                     | Нет           | Да            | Нет           |                                                      |
| 2006        | Мы — одна команда                                    | Да            | Да            | Нет           |                                                      |
| 2009        | Терминатор: Да придёт спаситель                      | Да            | Нет           | Нет           |                                                      |
| 2010        | Fantasyland                                          | Нет           | Да            | Нет           |                                                      |
| 2012        | Значит, война                                        | Да            | Да            | Нет           |                                                      |
| 2012        | Медальон                                             | Нет           | Да            | Нет           |                                                      |
| 2012        | Ouija                                                | Да            | Нет           | Нет           | Не реализован                                        |
| 2014        | Три дня на убийство                                  | Да            | Нет           | Нет           |                                                      |
| 2015        | Простушка                                            | Нет           | Да            | Нет           |                                                      |
| 2017        | Няня                                                 | Да            | Да            | Нет           |                                                      |
| 2019        | Рубеж мира                                           | Да            | Да            | Нет           |                                                      |
| 2020        | Няня. Королева проклятых                             | Да            | Да            | Нет           |                                                      |
| 2024        | Уродина                                              | Да            | Да            | Нет           |                                                      |
| Телевидение |                                                      |               |               |               |                                                      |
| Год         | Название                                             | Участвует как | Участвует как | Участвует как | Примечание                                           |
| Год         | Название                                             | Режиссёр      | Продюсер      | Сценарист     | Примечание                                           |
| 2002        | Fastlane                                             | Да            | Да            | Да            | Писал сценарий и режиссировал только пилотный выпуск |
| 2003-07     | The O.C.                                             | Нет           | Да            | Нет           |                                                      |
| 2004        | The Mountain                                         | Нет           | Да            | Нет           |                                                      |
| 2005-2013   | Сверхъестественное                                   | Нет           | Да            | Нет           |                                                      |
| 2007        | Pussycat Dolls Present: The Search For the Next Doll | Нет           | Да            | Нет           |                                                      |
| 2007- 2012  | Чак                                                  | Да            | Да            | Нет           | Режиссировал только пилотный выпуск                  |
| 2008        | Pussycat Dolls Present: Girlicious                   | Нет           | Да            | Нет           |                                                      |
| 2008        | Sorority Forever                                     | Нет           | Да            | Нет           | Веб-сериал                                           |
| 2010        | Exposed                                              | Нет           | Да            | Нет           | Веб-сериал                                           |
| 2010-11     | Живая мишень                                         | Нет           | Да            | Нет           |                                                      |
| с 2010      | Ghostfacers                                          | Нет           | Да            | Нет           | Веб-сериал                                           |
| с 2010      | Никита                                               | Нет           | Да            | Нет           |                                                      |
| 2011        | Aim High                                             | Нет           | Да            | Нет           | Веб-сериал                                           |
| 2013        | Западная сторона                                     | Да            | Да            | Нет           |                                                      |
| 2014-2016   | Тайны Лауры                                          | Да            | Да            | Нет           | исполнительный продюсер (32 эпизода)                 |
| 2015        | Парень с работы                                      | Да            | Да            | Нет           | исполнительный продюсер (7 эпизодов)                 |
| 2016        | Сумеречные охотники                                  | Да            | Да            | Нет           | исполнительный продюсер (2 эпизода)                  |
| 2016        | Смертельное оружие                                   | Да            | Да            | Нет           | исполнительный продюсер                              |